# STATION (漫画)
『STATION』（ステイション）は、大石賢一原作、はしもとみつお作画による日本の漫画、およびそれを原作としたテレビドラマ。
『ビッグコミックオリジナル』（小学館）にて連載されていた。単行本は全6巻。

## 漫画

### あらすじ
新宿副都心に所在する巨大ターミナル駅、JL（ジャパンライン）新新宿駅に勤務する主人公で、駅員の中村洋二をメインに、毎日何万人もの人が利用する駅で交わされる人情や優しさといったさまざまな人間模様が描かれている。

### 登場人物
中村洋二（24歳）
0番窓口担当。岩手県出身。自動改札機の設置が進んでいるが、改札鋏を持ち歩いている。1分間に160回乗車券類にパンチを入れることができる。喧嘩の仲裁が上手く、温厚な人物で顔が広い。乗客に対して親身になりすぎ、持ち場を離れることが多く、この点は上司に叱責される。国会議員の沢木次郎運輸大臣はテレビ中継で「中村君のような駅員が増えるのが嬉しい」と発言している。
大食主義者。久美という彼女がいる。
磯山
本社から派遣された主任でいわゆる「キャリア組で」、マニュアルや規律重視。中村とは犬猿の仲であり、中村を新新宿駅から追い出そうとする。冷血で冷酷な性格で悪人顔。窓口に立った際は乗客から「人相が悪く、愛想もないし、カンジ悪い」と言われている。視力は0.1。
渡辺
新新宿駅を統括する駅長。磯山とは折り合いが合わないが中村を高く評価している。電光掲示板よりも手書きのメッセージにこだわる。
山本
主任で中村の直属の上司。喫煙者。
鴨志田親子
息子は中村と同期駅員で友人。高原兄のような髪型をしている。通称『小鴨』。短気な性格だが、友達思いの面もある。意外にも将棋が強い。父親はJLの運転士で『大鴨』と呼ばれている。
山田
運転士で後輩からは手本となり慕われている。現場の心構えや技術を後輩に叩き込んでいる。たびたび上司と衝突を起こすものの、それは乗客と運転士の双方を考えている結果である。視力低下に伴い現業からは引退し、その後は若手運転士育成の教官になる。
平・桜井
駅員
楠川
東京駅の赤帽（ポーター）。中村をスカウトして赤帽にしようとしている。
中山千里
アイドル歌手。ドラマ関連で新新宿駅の一日駅長を勤める。
田村
青森県出身の駅員。急行「とわだ」に思い入れがある。
藤村恵美子（28歳）
全日東航空の国際線スチュワーデス。遊び人でいわゆる「ヤリマン」。桜井が憧れるものの、片思いで終わる。小鴨と山本も弄ばれた。
真田
渡辺の友人で人事部所属。早とちりで、これは入社以来直っていないと渡辺に指摘される。母親は鉄道嫌いであったが、中村に会って、真田に嬉しかったことを一晩中話された。
松山
JLの社長。新しい考えの持ち主で、渡辺を信頼している。中村から心と気持ちが足りないと指摘される。中村は社長だと気付いていない。
永田孝子
列車専門の置引き犯。他の家族のアルバムを拾うが、そのアルバムには学生時代の自分の父が写っていたことで改心し、父の友人だった人のお見舞いに行く。
広田
前年まで電車運転士だった。引退後は駅構内の弁当屋に勤務。人柄はいいが、他人に伝わらずにややとぼけたところがある。客からのクレームに謝罪すらしなかったが、中村がその客に土下座までしたことで解決し、弁当屋の業務に真剣に打ち込むようになる。

## テレビドラマ
日本テレビ系列で1995年1月14日から3月11日までテレビドラマとして放送されたが、原作とは異なり、中村も含めた3人の駅員が主人公となっているほか、原作の漫画の鉄道会社JLは「JTR（ジャパン・トレインの略）」に、新新宿駅は新宿駅に、中村洋二の出身地も岩手県から長野県にそれぞれ変更されている。撮影はJR東日本新宿駅のほか、山手電車区（現・東京総合車両センター東エリア）や東京駅、伊豆急下田駅などでも行なわれた。

### キャスト
- 鴨志田透 (営業係) - 吉田栄作
  - JTR新宿駅駅員。国鉄職員だった父の遺志を継ぎ、就職。のちに父と再会を果たす。
- 中村洋二 (営業係) - 松村邦洋
  - 長野県出身で、大糸線の信濃森上駅近くに実家がある。長野から新宿駅に転勤してきた。幼少期に生き別れた母を捜し、最終回で再会を果たす。「ブタマン」と呼ばれている。
- 黒岩拓美 (営業係) - 田辺誠一
  - 鴨志田らと親しい。中村含めこの3人は磯山から「3バカトリオ」と言われている。
- 桜井未散 - 財前直見
  - 駅構内のコーヒースタンド店員。底抜けに明るい性格。
- 天宮果南子 - 中谷美紀
  - 駅構内のキヨスク店員。
- 小田真理 - 久我陽子
  - 名前を理由にいじられる事がある。
- 水木千春 - 中村由真
  - 駅構内のキヨスク店員。
- 氷室里香 - とよた真帆
  - JTRの広報部員。
- 磯山雄三 - 石丸謙二郎
  - 主任でかなり性格が悪く、中村たちを何としても左遷させようとするが、最終回、左遷されかかった3人を「ここに置いておけないか?」と駅長に頼む。
- 木戸進 - 東根作寿英
  - 新宿駅駅員。
- 天童幸代・美幸・サチ - 藤田弓子・細川ふみえ・京野ことみ
  - 駅付近で定食屋を経営。3人の下宿先の女将と娘。
- 渡辺敬吾 - 中村嘉葎雄
  - 新宿駅駅長。3人の良き理解者。

ほか

### ゲスト出演
- 梶山治子 - 菅井きん
  - スリの常習犯。刑期を終え出所するが、死期が迫っていた。中村の貴重品を盗むが、息子（勝村政信）との再会後、スーパーあずさにて長野県警の刑事に連行されてゆく。
- サリー小暮 - 羽田惠理香
  - 孝平に想いを寄せられるストリッパー。快速ムーンライトにて新潟県へ帰郷。聾唖の障がいを持つ。
- 田中孝平 - 井ノ原快彦
  - 足が不自由な男子高校生。母親（演 - 高林由紀子）の溺愛もあり引っ込み思案だったが、サリーへの恋をきっかけに性格に変化が現れ、彼女を見送るホームで車いすから立ち上がる事が出来た。
- 島原利造 - 竜雷太
  - 数年前に新宿界隈の警察署で定年を迎えた元刑事。妻との死別後に娘が非行化し、自らの手で逮捕した過去がある。その後下田へ家出したままの娘への思いから、毎日「踊り子」の発車時刻にホームに出没。娘の面影を重ねていた女子高生達と接触後、娘がすでに亡くなっていた事、死の直前まで自分に会いたがっていた事を知り、「スーパービュー踊り子」にて下田へ墓参りに向かう。
- 安室奈美恵・沢詩奈々子・天久美奈子
  - ヤンキー女子高生。島原とトラブルを起こすが、後に和解。ヤクザとの争いで身を挺して庇ってくれた彼へのお礼に、彼の娘が生前果たせなかった「水仙の見える場所で父の好物である卵焼きを作って食べさせてあげたい」という願いを代行した。その後下田へ向かう彼をホームで見送った。
- 鴨志田信男 - 土屋嘉男
  - 鴨志田の父親で運転士。北海道に転勤し、定年間近。妻の春江をがんで亡くし、瞳と再婚する。その後、瞳とともに東京駅から東北新幹線に乗車。
- 楠川元 - 長門裕之
  - 赤帽で信男とは同期の運転士だった。鴨志田を「小鴨」と呼ぶ。
- 楠川瞳 - 吉川十和子（現・君島十和子）
  - 楠川の娘。信男との交際を理由に楠川から勘当されていた。
- 鴨志田春江 - 岩本多代（声のみ）
  - 鴨志田の母親で故人。
- 浅野博史 - 神田正輝
  - 元学生野球選手。かつての友人である酒井と再会の約束をしていたとして、駅構内に呼び出しの放送を掛けて欲しいと懇願する。詐欺で指名手配されており、酒井との再会後刑事に連行され、特急かいじに乗車。
- 酒井義郎 - 渡辺正行
  - 元学生野球選手で浅野の友人。果南子の義兄でもある。ホームレスとして新宿駅のコンコースに滞在していた。果南子や浅野と再会を果たすが、記憶喪失に陥っていた。
- 鶴見辰吾
- 未來貴子
- 市毛良枝
  - 継子の実父と死別後、連れ子と継子3人暮らしの母子家庭となる。クールな印象で、子供達に分け隔てなく接するが、継子が抱える悩みと実母の出現、連れ子が打ち明けた本心に戸惑う。
- 大島智子（現・大島さと子）
  - 離婚と同時に手放した息子に会いたがるが、継母の反発に遭う。派手な印象。
- 和田エミコ - 三浦理恵子
  - 久恵の娘
- 和田久恵 - 小川知子
  - エミコの母
- 白石 - 片岡鶴太郎
  - 本社役員の常務で、中村の実母と知り合い。彼の甥とリエの仲人を頼まれていた。
- 中村育代 - 赤座美代子
  - 中村の実母。息子を捨て上京後、戸籍を改ざんし、養女と暮らしていた。養女を嫁がせた後、自殺を図るが阻止される。中村とホームで再会。「帰るつもりでいた」と差し出した17年前の切符（新宿発信濃森上行き）に入札後、特急あずさにて長野県警の刑事に連行されてゆく。
- 丸山リエ - 井出薫
  - 中村の義妹。幼少期に養護施設から引き取られた。養女という事に気づいていて、自身の結婚式直前、母を中村と引き合わせるべく、暴挙に出てしまう。これが元で中村は解雇処分となる。
- 丸山令子 - 松尾嘉代
  - インテリアデザイナー。育代と戸籍を交換していた。

ほか

### スタッフ
- 原作 - 大石賢一、はしもとみつお
- 脚本 - 田子明弘、深沢正樹、大石哲也、高橋正康
- 音楽 - 杉本竜一
- プロデュース - 佐藤敦
- 演出 - 雨宮望、金田和樹、倉田貴也
- アシスタントプロデューサー - 鷲頭雅英
- プロデュース協力 - 梅原幹
- チーフプロデューサー - 小杉善信
- 演出補 - 里内英司
- 制作デスク - 小早川玲子
- 制作担当 - 宮重秀二
- 協力 - 東日本旅客鉄道（JR東日本）
- 製作著作 - 日本テレビ

### テーマソング
- 主題歌 - JAYWALK　「言えなかった言葉を君に」
- 挿入歌 - Be-B　「Angel Anniversary」

### サブタイトル
1. 泣くな!駅員三人組!極悪スリ老母の罠
2. 車椅子の青春・ストリッパーとの恋
3. 女子高生が泣いた!痴漢の秘密
4. ポーダー激怒!盲目の恋
5. 20年目の再会!ホームレスの約束
6. お見合いエクスプレス夫婦の証明
7. 生命ある限り!二人の母をもつ少年
8. 赤ちゃんの落とし物
9. さよなら新宿駅

| 日本テレビ系 土曜グランド劇場               | 日本テレビ系 土曜グランド劇場        | 日本テレビ系 土曜グランド劇場    |
| 前番組                                      | 番組名                               | 次番組                           |
| ------------------------------------------- | ------------------------------------ | -------------------------------- |
| おれはO型・牡羊座 (1994.10.22 - 1994.12.17) | ステイション (1995.1.14 - 1995.3.11) | 家なき子2 (1995.4.15 - 1995.7.8) |